# メディック (モロッコ)
メディック（M'diq、アラビア語: المضيق; スペイン語: Rincón）、地中海に面する港湾都市。テトゥアンから北に約10Km、スペインの飛び地セウタから南に約20Kmの場所に位置する。メディック・フニデク県の県都。

## 概要
メディックは年間数万人が訪れる観光都市。沿岸に広がるビーチが人気である。観光客用の港やモロッコ国王のムハンマド6世の別荘やプライベートビーチなどもある。

## 歴史
1859年にスペインに占領される前は小さな村だった。1913年にテトゥアンとセウタを結ぶ道路が建設され、3年後の1916年にはテトゥアンとセウタを結ぶ鉄道が敷設されたが、現在は線路と駅は破壊されている。

## 道路

### 高速道路
- オートルート A7 - 郊外を通る高速道路。

### 国道
- 国道16号線